# Za oponou
Za oponou je komediální seriál videoserveru iDNES KINO z divadelního zákulisí. Seriál měl premiéru dne 17. března 2019.
Do zapadlého pražského divadla Blancharde nastupuje nový ředitel Petr Kaluža (Hynek Čermák). Hned po nástupu zjišťuje tristní stav divadla i ansámblu a hodlá tomu udělat přítrž a všechny postavit do latě. Očekává aktivní účast ode všech – k nelibosti všech. Seriál slibuje chytrý humor a zápletku, která bude diváka držet v napětí od začátku až do konce.
„Divadelní zákulisí je místem mnoha neuvěřitelných příběhů a situací, které však divák nikdy neuvidí a nezažije. České divadelní prostředí nám nabízelo opravdu značnou porci inspirace. Seriál bude s nadsázkou sledovat (ne)fungování fiktivního pražského divadla Blancharde a s příchodem nového ředitele i střet dvou zcela odlišných světů. Pro mne osobně byl tento seriál od začátku velkou výzvou a jsem rád, že jsem na něm mohl pracovat s tak fantastickými herci. Věřím, že si diváci přijdou na své,“ uvedl k seriálu režisér Dan Pánek.
Natáčení probíhalo v reálných lokacích Branického divadla i pražských barů a kaváren.

## Herecké obsazení
Hlavní roli ztvární Hynek Čermák, Kamil Halbich a Jaroslav Plesl. Herecké obsazení doplní Lenka Krobotová, Jana Pidrmanová, Simona Babčáková, Anna Stropnická, Julie Šurková, Pavel Rímský, Radek Kuchař a další.

## Scénář, režie a produkce
Seriál Za oponou režíroval Dan Pánek, který je zároveň autorem námětu. Scénář napsal Jakub Dušek. Produkci zajišťuje společnost UNO Praha s.r.o.
Server iDNES KINO v minulosti uvedl seriály jako Single Lady, Single Man, Vesničan, Taxikář, Světlu vstříc atd.